# Auksztołki
Auksztołki, również Auksztelki (lit. Aukštelkai) – wieś na Litwie, w okręgu szawelskim, w  rejonie radziwiliskim. Według danych z 2021 liczba mieszkańców wynosi 543.
Po raz pierwszy miejscowość została wspomniana w inwentarzu powiatu upickiego w 1557.
We wsi znajduje się poczta, szkoła podstawowa, dom kultury, punkt medyczny, biblioteka oraz pomnik upamiętniający 10-lecie niepodległości Litwy.